# 楊賜麟
楊賜麟（Yeung Chi Lun，1989年11月20日—），生於香港，香港足球運動員，司職中場，現時效力港丙球會駒騰。

## 球員生涯
生於香港，中學就讀於沙田區學界體育名校仁濟醫院董之英紀念中學。協助校隊三次奪得香港學界精英足球賽冠軍，当选2007/08年度最有價值球員。
出身自流浪青年軍的他在2005/06年度協助球隊嬴得精英青年聯賽冠軍。後效力香港青年軍球員組成的香港C隊。初出道備受看好。
2008年，年僅不足19歲便加盟香港甲組足球聯賽球隊公民，首季在甲組亮相便取得3個聯賽入球。
2012年8月，轉投流浪。
2012年10月5日，作客以3–2反勝公民取得加盟後的首個入球。
2013年1月，楊賜麟加盟香港甲組足球聯賽球隊晨曦，一季後轉投效剛升班的愉園。
2014年3月11日，落實重返香港超級聯賽球隊標準流浪，並簽約至季尾。
2014年8月，楊賜麟加盟香港超級聯賽球會黃大仙，多出任左右後衛兼助攻助守。
2015年5月3日，以5–1大勝YFC澳滌的聯賽，於80分鐘離門25碼窩利抽入世界波，最終黃大仙正式宣佈護級成功。
2015年12月19日，楊賜麟於黃大仙以1–4不敵南華的聯賽盃A組取得2015－16球季的首個入球。
2016年8月，楊賜麟跟隨黃大仙的舊班底轉投標準灝天。
2016年9月24日，以2–0擊敗R＆F富力的聯賽取得加盟後的首個入球。
2016年10月6日，楊賜麟在標準灝天主場以2–3不敵港會的聯賽職業生涯首次梅開二度。
2017年1月，今季演出超驚喜兼在省港盃表現穩健的楊賜麟獲班霸青睞，在聯賽對九巴元朗後將離隊，賽後香港飛馬於社交網站落實宣佈楊賜麟正式加盟，並穿起5號球衣。
2017年4月1日，楊賜麟於香港飛馬以3–5不敵東方龍獅的聯賽取得加盟後的首個入球。
2017年9月，楊賜麟主動提出外借而在球會同意下以借用形式回歸標準流浪。
2018年4月22日主場不敵R&F富力後，宣告護級失敗。
2018/19球季，楊賜麟加盟港超聯球會和富大埔。

## 國際賽生涯
少年成名的楊賜麟曾是香港奧運隊正選中堅，前鋒出身的他因當時奧運隊缺乏中堅，被迫與同樣愈打愈後的曾錦濤合作扼守中路，近年又轉型踢閘，除了門將幾乎所有位置也試過。自從2010年代表香港出戰龍騰盃之後，就再沒有入選。不過楊賜麟的細膩技術卻深得香港五人足球發展經理曾偉忠青睞，近幾年隨五人隊出外比賽。
2009年6月20日，在旺角球場上演的第65屆港澳足球埠際賽，楊賜麟以正選身份首次代表香港足球代表隊出賽，於 13 分鐘頭槌頂入先開紀錄，協助香港隊大勝 5–1。
2010年1月2日，在肇慶舉行的第 32 屆省港盃足球賽次回合，於 83 分鐘後備入替，再次代表香港足球代表隊上陣。
2016年12月，楊賜麟獲補入香港代表隊集訓名單參與第39屆省港盃，在兩回合正選上陣串演中堅，而且表現突出並交出一個助攻，最終香港兩回合計以總比數3–4落敗。

## 榮譽
公民
- 香港高級組銀牌冠軍（2010–11季度）

流浪青年軍
- 精英青年聯賽冠軍（2005–06季度）

香港代表隊
- 港澳埠際賽冠軍（2009、2010年）
- 龍騰盃冠軍（2010年）
- 省港盃冠軍（2010年）

仁濟醫院董之英紀念中學
- 全港學界精英足球賽冠軍（2005–06、2006–07、2007–08季度）
- 全港學界精英足球賽 最有價值球員（2007–08季度）

## 外部連結
- 足球總會網頁球員資料 （页面存档备份，存于）